# Maria Bertrand
Maria Bertrand (* 29. August 1975 in Montreal, Québec) ist eine kanadische Schauspielerin.

## Leben
Maria Bertrand wurde in Montreal geboren und wuchs dort auf. Ihre Mutter und Schwester wurden in Britisch-Guayana geboren, zogen aber vor der Geburt von Maria Bertrand nach Montreal.
Ihren ersten Auftritt hatte sie in dem Fernsehfilm 36 Stunden bis zum Tod im Jahr 1999. In diesem spielte sie an der Seite von Kim Cattrall die Nebenrolle Carmen. Bei George Clooneys Regiedebüt Geständnisse – Confessions of a Dangerous Mind, ein Film der auf den Memoiren des US-amerikanischen Showmasters Chuck Barris basiert, erhielt sie eine Rolle als Junggesellin. Barris ist unter anderem als Erfinder der berüchtigten Gong-Show in die Annalen des Showbusiness eingegangen und zudem der Erfinder der Show The Dating Game, die im deutschsprachigen Raum als Herzblatt ausgestrahlt wurde. Neben Lauren Holly und Costas Mandylor stand sie in der Fernseh-Liebeskomödie Liebe zum Dessert, als Angela vor der Kamera.
2005 hatte Bertrand einen Gastauftritt in der Krimiserie Navy CIS. 2009 war sie in den Kurzfilmen A French Kiss als Sheila und in Soft Touch als Jenaia zu sehen. 2011 erhielt sie die Rolle der Ria Gannon, Frau von Costas Mandylors Charakter, in dem US-amerikanischen Horrorfilm Hyenas. Der Film wurde als Direct-to-DVD-Produktion veröffentlicht.

## Filmografie (Auswahl)
- 1999: 36 Stunden bis zum Tod
- 2002: Geständnisse – Confessions of a Dangerous Mind (Confessions of a Dangerous Mind)
- 2004: Liebe zum Dessert (Just Desserts)
- 2005: Navy CIS (Folge Switch)
- 2009: A French Kiss (Kurzfilm)
- 2009: Soft Touch (Kurzfilm)
- 2011: Hyenas